# Trận Long Tân
Trận Long Tân có thể là trận đánh nổi tiếng nhất của quân đội Úc trong chiến tranh Việt Nam. Cuộc đụng độ này xảy ra vào hai ngày 18 và 19 tháng 8 năm 1966 tại một khu rừng cao su gần xã Long Tân, tỉnh Phước Tuy (nay là xã Long Tân, huyện Long Đất, tỉnh Bà Rịa – Vũng Tàu). Đây là lần duy nhất trong toàn cuộc chiến Quân đội Úc đơn phương đối đầu với Quân Giải phóng miền Nam Việt Nam, trận chiến này Quân đội Úc sử dụng ưu thế hỏa lực của pháo binh (Quân Úc có tới 24 khẩu pháo các loại, trong đó bao gồm 18 khẩu pháo L-5 cỡ nòng 105mm và 6 khẩu M-109 cỡ nòng 155mm) kết hợp với máy bay (2 chiếc trực thăng UH-1, 1 chiếc H-13 Sioux và 3 chiếc F4 Phantom) yểm trợ khiến Quân Giải phóng bị thiệt hại nhiều
Theo tài liệu của quân đội Úc thì trong hai ngày trước đó, ngày 16 và 17 tháng 8, khu đồn trú của quân Úc tại Núi Đất bị bắn bởi "các phát đạn cối lạ" một cách liên tục. Tin tình báo và do thám cho rằng có rất nhiều binh lính của Mặt trận Dân tộc Giải phóng miền Nam Việt Nam (Quân Giải phóng miền Nam Việt Nam) đang kéo về bao vây khu này. Tuy nhiên trong các cuộc hành quân trước đó, quân Úc chưa từng gặp một lực lượng nào của đối phương.
Quân Giải phóng đã mất một phần lực lượng của họ bao gồm 30 người chết và 60 người bị thương Mark Baker của tờ Sydney Morning Herald đã viết vào năm 1996 trong dịp dự lễ kỷ niệm 30 năm trận Long Tân, sau khi gặp gỡ một cựu chiến binh của Quân Giải phóng và sau này trở thành chỉ huy Quân đội Nhân dân Việt Nam tại Long Tân, ông đã lần đầu tiên đưa tới công chúng Úc con số thực về số lượng binh sĩ tham chiến và thiệt mạng của Quân Giải phóng: '"Các sĩ quan cao cấp Việt Nam đã đưa ra một tuyên bố gây sửng sốt như sau: phía Quân giải phóng chỉ có 700 lính - không bằng bằng một nửa con số thấp nhất mà những người Úc bảo thủ nhất đưa ra - và chỉ có khoảng 50 người tử trận." Terry Burstall - cựu quân nhân Úc đã tham gia trận đánh cho rằng báo cáo của quân Úc đã phóng đại tổn thất mà phía Quân Giải phóng phải chịu:
Một điều khác gây tranh cãi trong báo cáo của phía Úc là việc đếm thi thể đối phương. Báo cáo chính thức của quân đội Úc nói rằng đã có 245 lính đối phương bị giết. Nhưng Bảo, một người lính Quân đội Nhân dân Việt Nam khẳng định rằng điều này là không đúng. Thông tin ông Bảo cung cấp cho biết họ bị mất khoảng 150 người chết hoặc bị thương. Khi tôi trở lại chiến trường một ngày sau cuộc chiến, đã có cơ quan nói dối tất cả những gì đã xảy ra ở khu vực này... Người ta sẽ bị sốc khi coi một cánh tay, một xác chết và một cái chân rải rác trên vài mét là một cơ thể hoặc ba bộ phận của cơ thể? Không ai biết hoặc quan tâm vào thời điểm đó, và chắc chắn là chẳng ai đi đếm lại xem số liệu đó đúng hay sai. Suy ngẫm lại... Tôi không thực sự nghĩ rằng tôi đã thấy hơn 50 thi thể, tôi đã dành ba ngày trong khu vực. Điều duy nhất chắc chắn là số lượng thi thể không được đếm một cách chính xác
Trận chiến tại Long Tân trở thành một biểu tượng của sự gan lì của Quân đội Úc trong cuộc chiến tranh Việt Nam. Ngày nay, các cựu chiến binh Úc vẫn hàng năm về thăm Khuôn viên Thập Tự kỷ niệm Long Tân tại Bà Rịa – Vũng Tàu.

## Diễn biến

### Đợt 1:
Vào lúc 3h30 chiều 18/08/1966, tổ trinh sát của Quân Giải phóng báo cáo có một đại đội lính Úc (theo nguồn của Úc thì chỉ có tiểu đội 11 của trung đoàn 6, do thiếu úy Úc Gordon Sharp chỉ huy, đang đi kiểm soát trong khu rừng cao su gần xã Long Tân) đang bí mật tiến về hướng trận địa của Tiểu đoàn 2 thuộc Trung đoàn 5, cách 650 mét, theo sau là 2 đại đội khác cùng 4 xe tăng và xe bọc thép, cự ly 2 nhóm lính Úc là 1,5 km.
Quân Giải phóng chờ lính Úc đến gần công sự (chỉ còn cách 10m) mới nổ súng khiến 8 lính Úc chết ngay tại chỗ. Sau khi bị phục kích bất ngờ, lực lượng tăng-thiết giáp của Úc bắn xối xả vào đội hình của Quân Giải phóng. Lợi dụng lúc tăng-thiết giáp đang tập trung đánh Tiểu đoàn 2, đội trinh sát sử dụng súng chống tăng RPG-2 tấn công xe tăng đi đầu của Úc khiến các xe sau mất tập trung để tạo điều kiện cho lực lượng súng ĐKZ bắn cháy xe tăng-thiết giáp đi thứ hai. Do bị phục kích bất ngờ và nhiều lính còn thiếu kinh nghiệm nên trong lúc tái tập hợp đội hình và tìm nơi tránh đạn, nhiều lính Úc đã dẫm phải bãi mìn do Quân Giải phóng cài từ trước. phía Úc tiếp tục thiệt hại khoảng 1 trung đội.

### Đợt 2:
Lực lượng của tiểu đoàn 1 và 3 của Quân Giải phóng phía sau tiến hành hỗ trợ và bọc lót cho Tiểu đoàn 2 đã giao chiến trong Đợt 1. Quân Giải phóng thực hiện chiến thuật cài răng lược khi tiến hành đan xen và đánh giáp lá cà với lính Úc để hạn chế pháo kích của Úc. Tuy nhiên phía Úc vẫn tiếp tục sử dụng pháo từ căn cứ tại Núi Đất và pháo hạm nhằm chi viện cho lực lượng Úc tại Long Tân. Phía Quân Giải phóng sau đó sử dụng chiến thuật bao vây khi Tiểu đoàn 3 chặn đầu còn Tiểu đoàn 1 khóa đuôi trong khi 2 xe tăng-thiết giáp còn lại và pháo binh của Úc vẫn tiếp tục triển khai hỏa lực. Theo nguồn của phía Việt Nam, Quân đội Úc thiệt hại gần 1 tiểu đoàn, riêng chiến sĩ Lê Tấn Tao của Quân Giải phóng đã sử dụng AK-47 và B-40 tiêu diệt 36 lính Úc.
Theo phía Việt Nam, trận giao chiến cơ bản đã kết thúc vào 17h cùng ngày và Quân Giải phóng tiến hành rút lui sau khi Quân đội Úc không còn khả năng tiến sâu hơn nữa để tấn công các căn cứ của Quân Giải phóng ở Long Tân. Tuy trong trận Long Tân, Quân đội Úc mặc dù gây nhiều thiệt hại cho Quân Giải phóng nhưng chưa đủ khả năng đơn phương đối đầu với lực lượng chủ lực của Quân Giải phóng và vẫn phải giữ vai trò hỗ trợ Quân đội Mỹ trong Chiến tranh Việt Nam.

## Thông tin khác
Theo nguồn của Úc, để đảm bảo chắc thắng, trung đoàn 5 (Q765 còn gọi là E55) Quân Giải phóng sẽ được tiếp viện một trung đoàn đến từ miền bắc, nhưng do tiêu hao dọc đường nên chỉ còn một tiểu đoàn đến nơi và đã biên chế trong lực lượng trung đoàn 5. Đơn vị E55 toàn bộ bị sốt rét rừng và hao hụt khá nhiều người, nên sức chiến đấu không đảm bảo và được bổ sung gấp 1 tiểu đoàn nói trên. Sau hai ngày chiến đấu, quân Úc bảo vệ được khu vực kiểm soát của họ, Quân Giải phóng buộc phải rút lui về căn cứ để bảo toàn quân số. Đồng thời, quân Úc cũng bắt được 3 lính tân binh của Quân Giải phóng, họ khai nhận thuộc đơn vị "trung đoàn Bắc Sơn" - chính là đơn vị chi viện kể trên.
Phía Quân Giải phóng lại loan báo là đã thắng trận lớn tại Long Tân, cho biết là họ đã gây thương vong cho khoảng 500 lính Úc và phá hủy 21 xe tăng - thiết giáp, mặc dù rằng quân Úc không có xe tăng nào tham gia trong trận đánh đó, loại xe thiết giáp duy nhất mà họ sử dụng trong trận này là xe M-113